# Paalkivi
Paalkivi är en ö i Finland. Den ligger i sjön Laakajärvi och i kommunen Sonkajärvi i den ekonomiska regionen  Övre Savolax ekonomiska region  och landskapet Norra Savolax, i den centrala delen av landet, 400 km norr om huvudstaden Helsingfors. Öns största längd är 20 meter i nord-sydlig riktning.